# Paul Lemay
Pour les articles homonymes, voir Lemay.
 Paul Jules Lemay (20 novembre 1853, Cambrai - 10 décembre 1939, Saint-Avertin) est un ingénieur des Mines, administrateur et directeur général de la Compagnie des mines d'Aniche, commandeur de l'Ordre national de la Légion d'honneur.

## Biographie

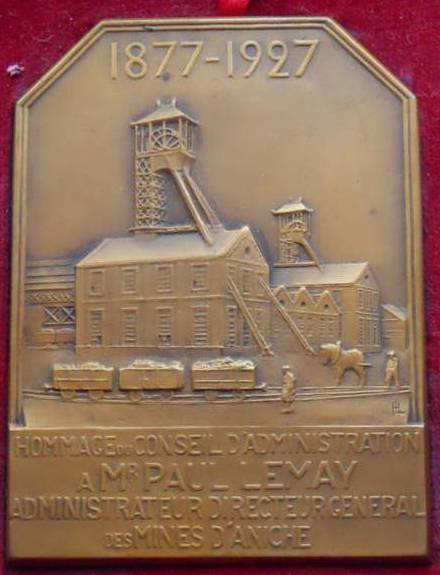
Médaille du jubilé de Paul Lemay 1877-1927

Paul Lemay né à Cambrai, il est le fils d'Eugéne-Irénée Lemay, négociant, et de Louise-Marie-Laetitia Fetcher, demeurant rue de l'Aiguille. Il habite successivement, Cambrai, Saint-Étienne, Sin-le-Noble, Guesnain puis au 16 boulevard National à Auberchicourt.
Bachelier puis diplômé en 1878 de l'École nationale supérieure des mines de Saint-Étienne, Paul Lemay fera toute sa carrière soit 51 ans à la Compagnie des mines d'Aniche dont 31 ans comme Directeur-Gérant.
Du même corps des mines que Émile Vuillemin, Paul Lemay est d'abord ingénieur de la division d'Aniche en 1890, En 1896, il prend la succession d'Émile Vuillemin}, pour devenir ingénieur-gérant en 1898.
Il sera président de la caisse d'épargne d'Aniche ; vice-président de la chambre des Houillères du Nord-Pas-de-Calais, Administrateur de la Banque de France, administrateur de la Société ammoniaque synthétique.
Il fait 4 ans de service militaire en temps de paix, engagé volontaire en 1873 au 73e régiment de ligne détaché à la Mairie de Lille, classé dans la réserve en 1878, il est nommé capitaine en 1890 et démissionne par autorisation présidentielle le 2 août 1896.
Conseiller municipal d'Auberchicourt dès 1904, reconduit pendant plus de trente ans.
Le 21 octobre 1906, Mademba Seye, roi de Sensending (actuel Mali) est présent à Auberchicourt pour visiter la compagnie. Il est accompagné de son neveu Iba Diaye et de l'explorateur Chevalier et reçu par le maire M. Poteau et M. Paul Lemay, gérant des mines d'Aniche.
Après la Première Guerre mondiale, il fait construire 3 500 logements pour la Compagnie des mines d'Aniche, 5 consultations pour nourrissons et goutte de lait, 4 dispensaires, des laboratoires d'analyses médicales et biologiques.

## Honneurs

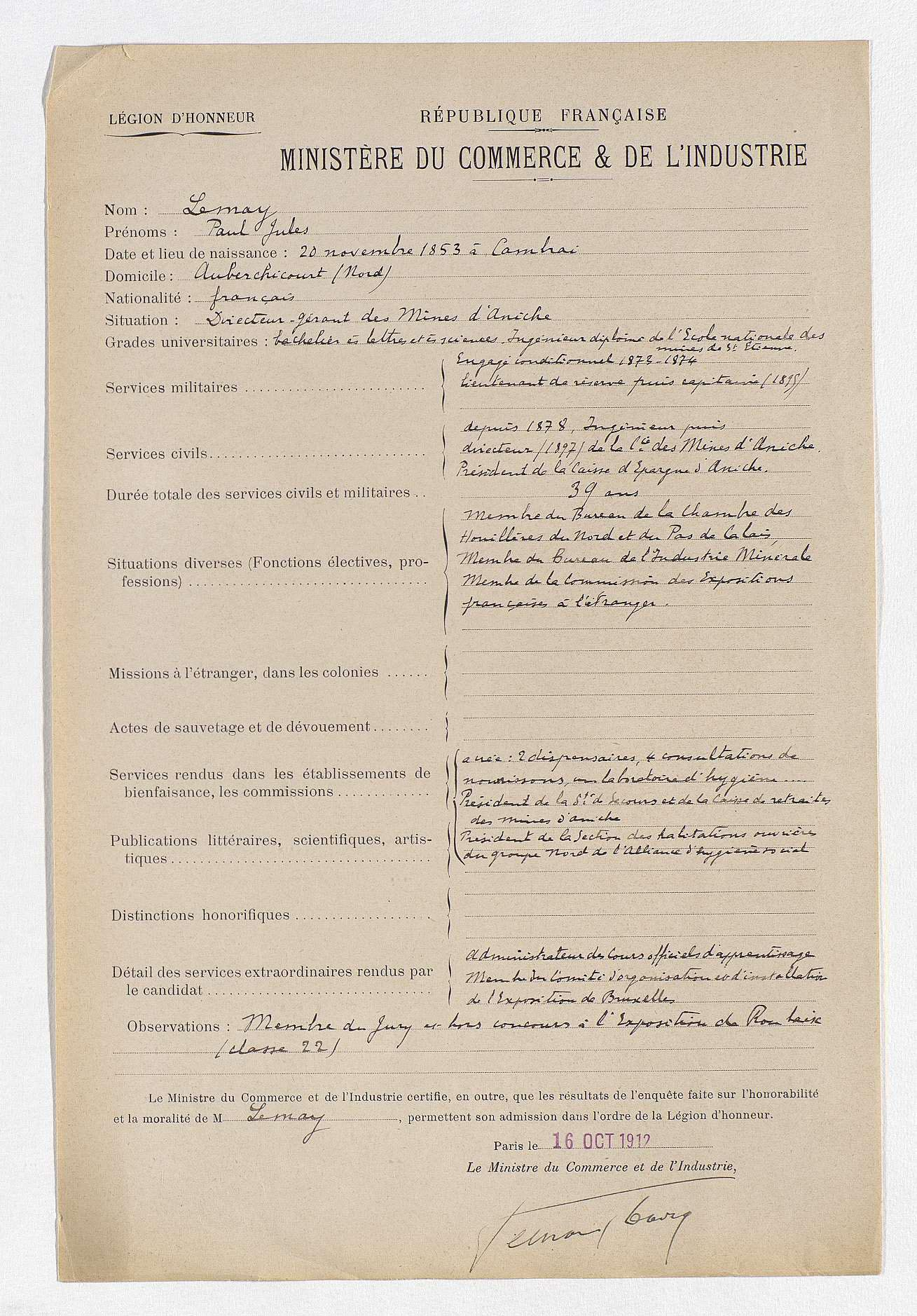
Fiche renseignements - Légion d'honneur

Ordre national de la Légion d'honneur (cote Léonore 19800035/192/24963) Matricule à la Légion d'honneur 86315
- 1912 - chevalier le 11 novembre par Ernest Déjardin-Verkinder
- 1919 - officier le 18 juillet par Charles Barrois
- 1930 - commandeur le 11 mars par Charles Barrois

## Fosse Lemay

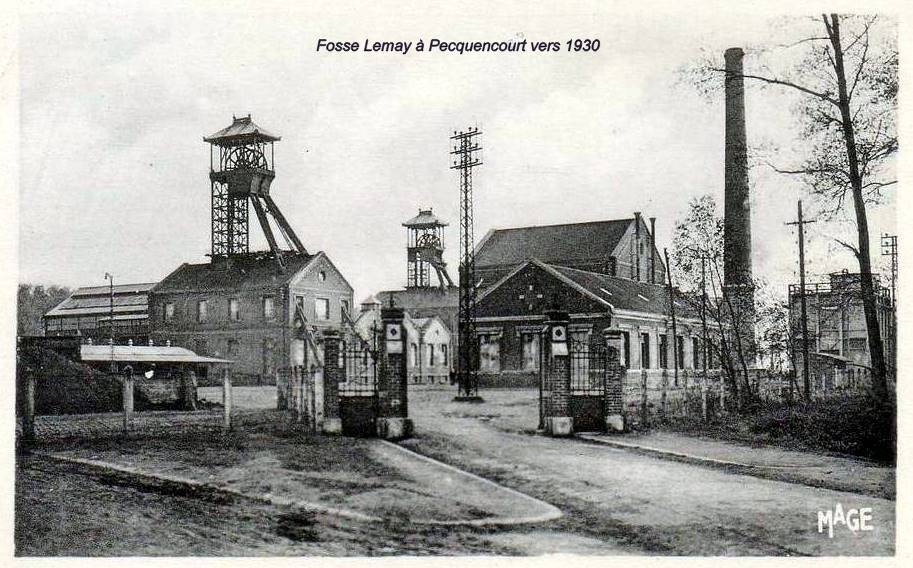
Fosse Lemay en 1930

La fosse Lemay de la Compagnie des mines d'Aniche est un ancien charbonnage du Bassin minier du Nord-Pas-de-Calais, situé à Pecquencourt. Le premier puits est commencé en 1912, le second à partir de l'année suivante. La production peut commencer en mars 1914, mais la Première Guerre mondiale éclate. Après la reconstruction, le puits no 2 est mis en service en 1921. De vastes cités sont construites.

## Minéralogie

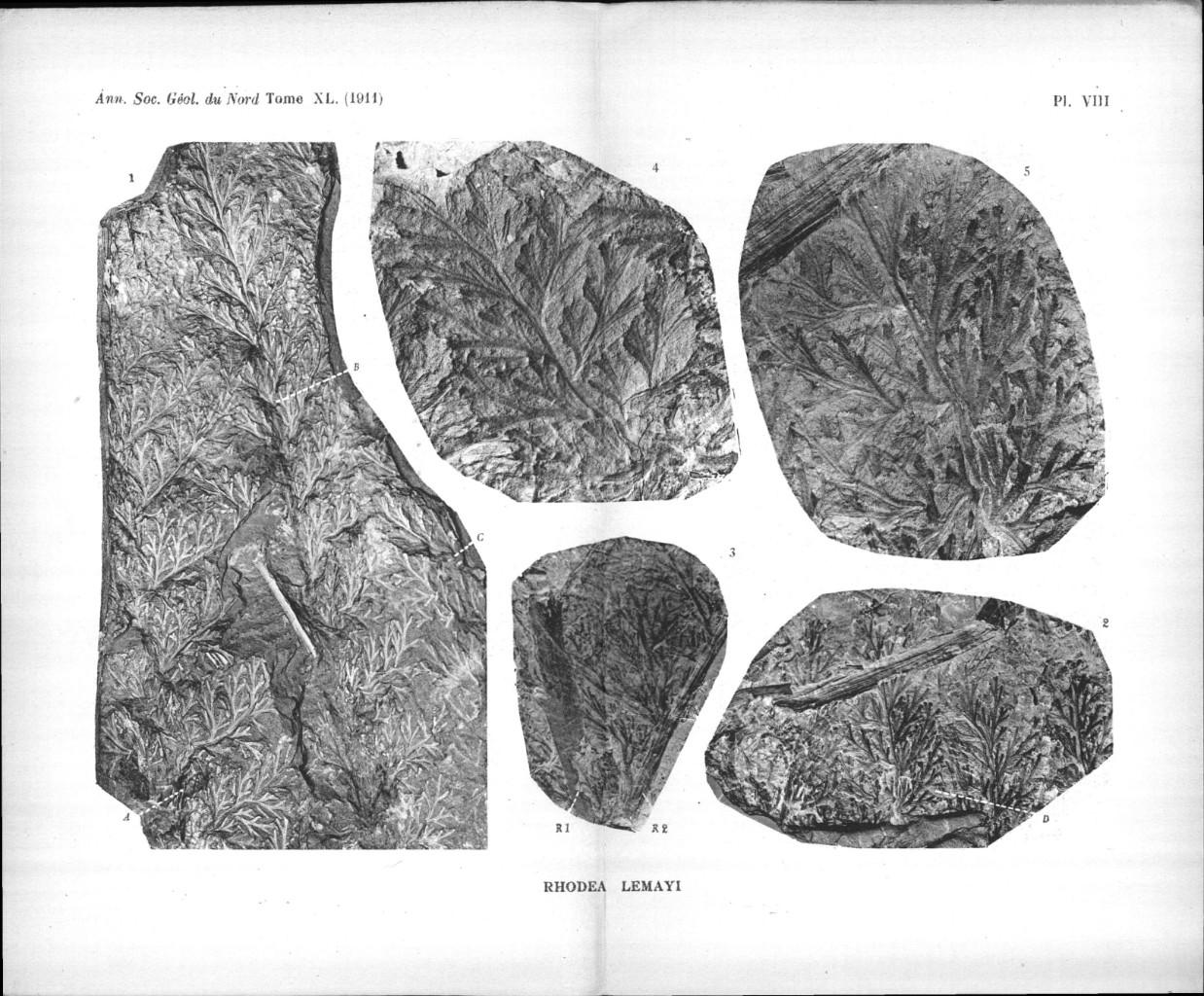
Rhodea Lemayi - 1911

Au toit de la Grande veine  de la Fosse Saint-Louis des mines d'Aniche par 680m de fond est découvert un fossile de type Rhodéa de la famille des Pteridophyta. M. Lemay en fait don au Musée Houiller de Lille qui prendra le nom de Rhodea Lemayi une communication est faite le 5 juillet 1911

## Descendance

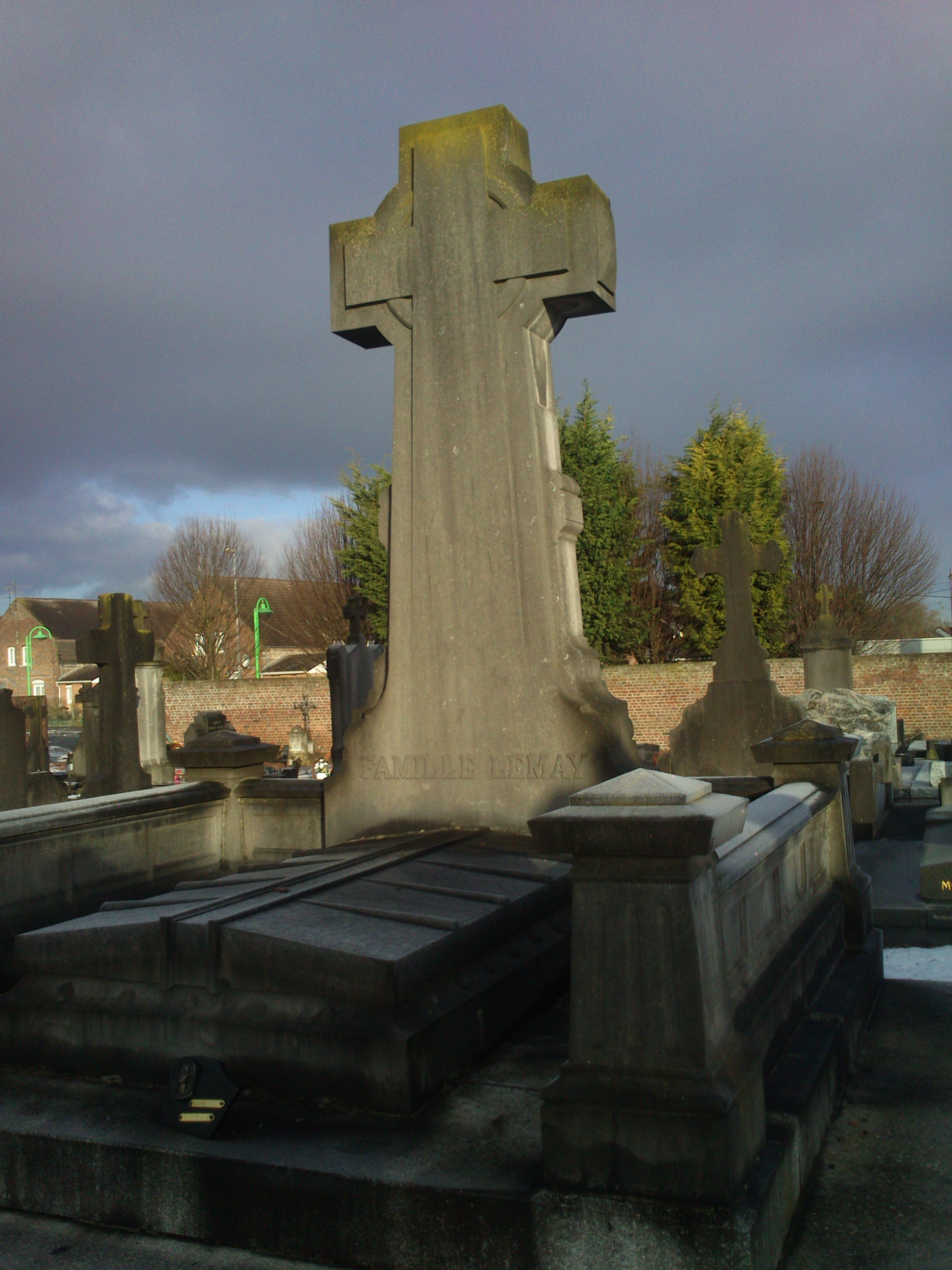
Auberchicourt Tombe Paul Lemay

À Sin-le-Noble, Paul Lemay se marie avec Catherine Ducatillon le 8 septembre 1879. De ce mariage naît Marcel Lemay né à Sin-le-Noble le 14 mars 1883. Il épousera Jeanne Caton née à Auberchicourt le 16 juin 1888. Elle est la fille du maître de verreries Auguste Alfred Félix Caton qui possède une verrerie à Aniche. Tous deux donneront naissance à Marie-Paule Lemay en 1911 à Tournai, car Marcel après la Première Guerre mondiale s'est installé à Tournai pour fonder une cimenterie[réf. à confirmer].
Marie-Paule Lemay épouse Léon Degrelle en 1932. Ce dernier était à l'époque écrivain, journaliste et directeur de presse au sein de la mouvance catholique belge. Ensuite, il entame une carrière politique et finit dans la collaboration avec l'occupant allemand.